# FK Temnić 1924
Der FK Temnić 1924 (offiziell auf Serbisch: Фудбалски клуб Темнић 1924 – ФК Темнић 1924, Fudbalski klub Temnić 1924 – FK Temnić 1924), gewöhnlich Temnić 1924, ist ein serbischer Fußballverein aus Varvarin. Der Klub wurde 1924 gegründet und spielt seit 2017 in der Prva liga, der zweithöchsten Spielklasse im serbischen Fußball.

## Geschichte
Der Klub wurde 1924 von Rajko Urošević unter dem Namen FK Jovan Kursula gegründet. Unter diesem Namen liefen sie bis zum Zweiten Weltkrieg auf. Nach dem Kriegsende formierte sich der Verein unter dem Namen FK Mirko Tomić neu. Fünf Jahre später benannte sich der Klub in seinen heutigen Namen FK Temnić 1924 um. In der Saison 2016/17 gelang dem Klub der größte Erfolg in der Vereinsgeschichte, als sie Erster in der Srpska Liga Ost wurden und dadurch erstmals in die Prva liga aufgestiegen sind.